# Saint-Édouard (Alberta)
Pour les articles homonymes, voir Saint-Édouard.
Saint-Édouard est un hameau situé dans le Comté de Saint-Paul No 19 de la province canadienne d'Alberta.
Saint-Édouard constitue une communauté franco-albertaine. Son histoire est intimement liée à celle de la ville voisine de Saint-Paul, située à une dizaine de kilomètres à l'ouest, dont elle dépend administrativement.
Le lac St Cyr est localisé à une dizaine de kilomètres au Sud du hameau.